# 阿金達
阿金達，印度大乘密宗人士，八十四成就者之一。

## 簡介
阿金達意思是「沒有念頭」。他原是達納鹿巴城中賣木材維生的人，他很貧窮，日夜夢想得到財富；然而一切只是一場白日夢，沮喪之餘，阿金達便獨自到一處沙漠沈思。
瑜珈士岡巴拉（Kambala）經過該地，便教導阿金達財富法門，實則導引禪修。阿金達依法修行，最終證得大手印，廣行利生三百年後即身進入空行淨土。